# Огниво (сказка)
«Огни́во» (дат. Fyrtøiet) — сказка датского писателя Ханса Кристиана Андерсена, была впервые опубликована 8 мая 1835 года в сборнике «Сказки, рассказанные детям» (дат. «Eventyr, fortalte for Børn»). 
Перевод с датского на русский выполнен Анной Васильевной Ганзен.

## Сюжет
Шёл солдат с войны. По дороге повстречал безобразную старуху. Попросила старуха солдата слазить в дупло старого дерева и пообещала, что найдёт он там много денег, которые сможет взять себе. Но только деньги лежат в трёх сундуках, каждый из которых стоит в отдельной комнате. На каждом из сундуков сидит собака, одна другой страшнее. У первой глаза как чайные чашки, у второй — как мельничные колёса, а у третьей, самой страшной, каждый глаз размером с Круглую башню. И рассказала ведьма солдату, как с собаками справиться, чтобы они не причинили вреда. А для себя попросила принести ей старое, забытое огниво.
Залез солдат в дупло, нашёл там три комнаты, в каждой комнате по сундуку, на каждом сундуке по собаке. Набрал денег сколько смог. Взял огниво. А когда вылез, всё ему покоя не даёт, зачем старухе старое огниво, а денег не нужно. А старуха не говорит. Солдат рассердился и отрубил ей голову своей саблей. А сам пошёл в город, где жила принцесса. Только увидеть эту принцессу никто не мог, потому что было про неё предсказание, что выйдет замуж она за простого солдата. И её заперли в высокой башне, чтобы такого не произошло.
Быстро потратил солдат все деньги и тут вспомнил про огниво. Огниво оказалось волшебным. Оно могло вызвать собак из подземелья в дупле. А собаки могли выполнить любое желание.
Попросил солдат собаку привезти к нему ночью принцессу. Три раза привозила собака спящую принцессу, ухитрившись даже не разбудить её, и с каждым разом она нравилась солдату всё больше и больше.
На третий раз король выследил, куда девается принцесса. Приказал схватить солдата и на следующее утро его казнить. Но огниво снова выручило солдата. Собаки его спасли. И так как, спасая солдата, они убили короля, то жители города попросили солдата стать их королём, а принцесса попросила его на ней жениться.
Солдат стал королём и женился на принцессе.

## История написания
Источником послужила скандинавская сказка, которую Андерсен прочитал в детстве; 
В сказке солдат получает волшебную свечу, которая может призвать железного человека по его команде. Солдат использует силу волшебной свечи, чтобы привлечь в свой дом принцессу, которая его любит, но только в том случае, если она в полубессознательном состоянии, а на следующий день считает, что всё, что произошло, было просто сном; трюк солдата раскрывают, и его отправляют на костер, по этой причине он прибегает к помощи железного человека, чтобы спасти свою жизнь. В предисловии ко второму тому рассказов (1863 г.) Андерсен указывает, что он слышал эту историю в детстве «в прядильном цехе и во время сбора урожая хмеля».
Повествование стало одной из первых сказок, которое в Копенгагене 8 мая 1835 года опубликовал К. А. Райтцел в составе книжечки, в которую вошли еще три сказки Андерсена. Книга получила отрицательные отзывы датских критиков, которым не понравился неформальный разговорный стиль сказок и отсутствие морали.

## Экранизации
- «Огниво» / Fyrtøjet — 1946, Дания, режиссёр: Свенд Метлинг, первый датский полнометражный мультфильм
- «Огниво» / Elddonet — 1951, Швеция, режиссёр: Хельг Хагерман
- «Огниво» / Das Feuerzeug — 1958, Германия (ГДР), реж: Зигфрид Хартманн
- «Старая, старая сказка» (1968, СССР, режиссёр: Надежда Кошеверова), снят по мотивам трёх сказок Х. К. Андерсена «Огниво», «Свинопас» и «Дурень Ганс».
- «Огниво» / Křesadlo — 1985, Чехословакия, режиссёр: Дагмар Доубкова
- «Огниво» / Fyrtøjet — 1993, Дания, режиссёр: Михаил Бадица, короткометражный мультфильм
- «Огниво» / Fyrtøjet — 2005, Дания, режиссёр: Ёрген Бинг, короткометражный мультфильм
- «Огниво» — 2009, Россия, режиссёр: Мария Парфенова, мультфильм
- «Duch nad zlato» — 2013, Чехия, режиссёр: Зденек Зеленка
- «Огонёк-Огниво[англ.]» — 2020, Россия, режиссёр: Константин Щекин
- «Огниво» — 2024, Россия, режиссёр: Александр Войтинский, полнометражный фильм[1]